# Wapsipinicon River
La Wapsipinicon River est un cours d'eau américain qui prend sa source dans le sud du Minnesota puis s'écoule essentiellement dans l'Iowa voisin avant de finalement se jeter, au bout de 480 kilomètres, dans le fleuve Mississippi.